# ستشكين أوزدمير
سَتشكين أوزْدَمير (بالتركية: Seçkin Özdemir)‏ ممثل تركي ولد في يوم 25 آب 1981 في مدينة إسطنبول في تركيا وهو خريج جامعة قوجه إيلي. ولد سيشكين اوزدمير في شهر أغسطس سنة 1981 في إسطنبول. قضى سنوات طفولته فيها وبعدها انتقل إلى ازميت لدراسة الجامعة. بعد دخول جامعة كوجايلي عام 2000، وبعد سنة بدأ بالبث الاذاعي في ”Red Fm”. عام 2002 قام بـ برنامج العرض الاذاعي خاصته الذي سماه ”Brainstorm”  ، وحصل على شهرة كبيرة.
بعد الإذاعة لفترة طويلة في مسيرته المهنية، أخذ دوراً في اعلانات الماركات الشهيرة مثل: اكبانك، كوكا كولا واولكير فاشتهر على الشاشات. مثل الممثل سيشكين اوزدمير دور ليو عام 2011 في مسلسل ” القرن العظيم ” الذي حصل على اهتمام كبير في تركيا والعالم العربي.مثل دور البطولة في مسلسل حكاية حب وألذي عرض على قناة إم بي سي 4 مع داملا سونمز ومثل أيضاً في مسلسل الوشاح الأحمر وألذي عرض على قناة إم بي سي 4 ومثل أيضا في مسلسل العشق المر الذي يعرض على إم بي سي 4 ومثل في مسلسل حب للإيجار الذي عرض في إم بي سي 4 مع باريش أردوتش وإلتشين سانجو وقام أيضا بالتمثيل في مسلسل سراج الليل على ستار تيفي التركيه مع نيلاي دينيز. وشارك في نفس العام في فلم من بطولته اسمه نفس واحد يكفي مع الممثله توفانا توركاي.

## أعماله
| اهم الاعمال          | السنه | النوع  | شارك بدور              |
| -------------------- | ----- | ------ | ---------------------- |
| الورده البريه        | 2008  | مسلسل  | بوراك                  |
| القرن العظيم         | 2011  | مسلسل  | ليو                    |
| الوشاح الأحمر        | 2011  | مسلسل  | إلياس                  |
| حكاية حب             | 2013  | مسلسل  | كوركوت علي             |
| المذنب               | 2014  | مسلسل  | علي يوسف               |
| راجون لأجل عائلتي    | 2015  | مسلسل  | عدنان                  |
| العشق المر           | 2015  | مسلسل  | بولوت                  |
| حب للايجار           | 2016  | مسلسل  | بامير                  |
| سراج الليل           | 2017  | مسلسل  | باريش                  |
| نفس واحد يكفى        | 2017  | فلم    | يامان                  |
| زوجتي الخطيرة        | 2018  | مسلسل  | ألبار                  |
| تكسرات الروح         | 2018  | مسلسل  | اصلان                  |
| المؤسس عثمان         | 2020  | مسلسل  | فلاتيوس (شخصية خيالية) |
| الخادمات             | 2020  | مسلسل  | يغيت أتاهانلي          |
| رقم1                 | 2004  | برنامج |                        |
| PLAY                 | 2006  | برنامج |                        |
| مصيبة رأسي           | 2021  | مسلسل  | شاهين كارا             |
| محمد: سلطان الفتوحات | 2024- | مسلسل  | قسطنطين الحادي عشر     |

## روابط خارجية
- ستشكين أوزدمير على موقع IMDb (الإنجليزية)
- ستشكين أوزدمير على موقع روتن توميتوز (الإنجليزية)